# Fritz Seel
Fritz Seel (eigentlich Friedrich Seel; * 21. September 1915 in Augsburg; † 11. Oktober 1987 in München) war ein Chemiker und langjähriger ordentlicher Professor für Anorganische Chemie in Saarbrücken.

## Leben
Er studierte Chemie an der Technischen Hochschule München Chemie. Nach Promotion und Habilitation bei Walter Hieber wurde er 1944 Dozent und 1951 apl. Professor an der TH München. 1952 berief ihn die Universität Würzburg zum außerordentlichen Professor. 1957 folgte er dem Ruf der Technischen Hochschule Stuttgart und übernahm schließlich 1960 eine ordentliche Professur an der Universität des Saarlandes, an der er auch Institutsdirektor war. 1982 wurde er zum korrespondierenden Mitglied der Göttinger Akademie der Wissenschaften gewählt.
Er befasste sich auch mit Nitrosyl-Verbindungen und stellte den Nitrosylverschiebungssatz auf. Dieser liefert isoelektronische Reihen von Metall-carbonylnitrosylen, mit denen Seel neue Verbindungen vorhersagen konnte.

## Publikationen (Auswahl)
- (mit Walter Hückel, Josef Goubeau): Theoretische organische Chemie; Dieterich, 1948 (eingeschränkte Vorschau in der Google-Buchsuche).
- Atombau und Chemische Bindung. Enke, Stuttgart 1960 (eingeschränkte Vorschau in der Google-Buchsuche).
- Grundlagen der Analytischen Chemie unter besonderer Berücksichtigung der Chemie in wäßrigen Systemen (1. Auflage veröffentlicht unter Grundlagen der analytischen Chemie und der Chemie in wässrigen Systemen); Verlag Chemie, Weinheim/Bergstrasse, 1955 (7 Auflagen bis 1979); eingeschränkte Vorschau in der Google-Buchsuche; Hans Maier-Bode: Buchbesprechung (der 2. Auflage). In: Pharmacology. Band 4, Nr. 6. Karger, 1961, S. 405, doi:10.1159/000135045 (karger.com [PDF; 659 kB; abgerufen am 19. April 2009]).
- (mit Gisela Schäfer, Hans-Joachim Güttler, Georg Simon): Das Geheimnis des Lapis Lazuli. In: Chemie in unserer Zeit. 8, Nr. 3, 1974, S. 65–71, doi:10.1002/ciuz.19740080302.
- (mit H.-J. Güttler, G. Simon und A. Wieckowski): Colored sulfur species in EPD-solvents. In: Pure and Applied Chemistry 49, S. 45–54 (1977), doi:10.1351/pac197749010045.
- Geschichte und Chemie des Schwarzpulvers. Le charbon fait la poudre. In: Chemie in unserer Zeit 22 (1988) S. 9–16, doi:10.1002/ciuz.19880220103.

## Auszeichnungen
1963 wurde Fritz Seel für seine grundlegenden Untersuchungen auf verschiedenen Gebieten der anorganischen Chemie, wie zum Beispiel der Sauerstoff-Stickstoff-Verbindungen und zur Fluorchemie, mit dem Alfred-Stock-Gedächtnispreis der Gesellschaft Deutscher Chemiker ausgezeichnet.